# Stiphodon pelewensis
Stiphodon pelewensis är en fiskart som beskrevs av Herre, 1936. Stiphodon pelewensis ingår i släktet Stiphodon och familjen smörbultsfiskar. IUCN kategoriserar arten globalt som otillräckligt studerad. Inga underarter finns listade i Catalogue of Life.